# تمثال قارا قاراييف
تمثال قارا قاراييف (بالأذرية: Qara Qarayevin heykəli)؛ تمثال صُنع تخليدًا لذكرى الملحّن الأذربيجاني البارز والتربوي قارا قاراييف، المُلقّب بفنان الشعب في اتحاد الجمهوريّات الاشتراكيّة السوفياتيّة (1959)، والفائز بجائزة ستالين (1946، 1948)، جائزة لينين (1967)، بطل العمل الاشتراكي (1978)، الحائز على وسام لينين، أكاديمي في الأكاديمية الوطنيّة الأذربيجانيّة للعلوم، وضع في 3 فبراير 2014. 

## اتخاذ قرار
في عام 2012، قرر مجلس الوزراء إقامة نصب تذكاري للملحّن الأذربيجاني البارز، فنان الشعب قارا قاراييف في باكو. ووفقاً للقرار الذي وقعه رئيس الوزراء، تم تخصيص مبلغ 915.515 AZN لوزارة الثقافة والسياحة من الصندوق الاحتياطي المتوخى في ميزانية الدولة لعام 2012. 

## تحضير النصب
يقع تمثال قارا قاراييف خلف مركز سينما نظامي بالقرب من أكاديمية باكو الموسيقية وبيت الملحن. كان يذهب الملحن للعمل من هناك، لذلك المكان مناسب للتمثال بكل طريقة. تم تكليف العمل بالفنان الشعبي الأذربيجاني والنحات فاضل نجفوف والمهندس المعماري الفخري للجمهورية رحيم سيفولييف. اختار فراج غاراييف، نجل الفنان والملحن والأستاذ في معهد موسكو الحكومي، فاضل نجفوف للعمل على التمثال من بين النحاتين الأذربيجانيين.
كان من المتوقع أن يكون التمثال جاهزًا في غضون بضعة أشهر، ويفترض أن يكون شخصية جالسة أو دائمة. لذلك، استغرق العمل ثلاث سنوات. حاول النحّات أن يعكس في الجرانيت ليس فقط شخصية الملحّن، ولكن أيضًا جوهر فنه وموسيقاه. تكسر الموسيقى من الحجر وتنتشر في الهواء، وتسقط على بلاط المربع على شكل نوتات الفالس من الباليه "Seven Beauties" - وتم تزيين التمثال بسجادة.
أنشأ المؤلف خلفية للتمثال وتم وضع صورة للملحن على الخلفيّة. على الجانب، بالقرب من أقدام الملحّن، هناك مدينة قديمة، على الأرجح المدينة القديمة، تم حل السطح الخلفي بأسلوب مختلف. إنه سطح كبير مع العديد من المؤامرات، يصوّر أبطال الملحنين المفضلين: دون كيشوت يحارب الطاحونة في الزاوية اليمنى العليا، مجنون سجين وأسير الحب في الأسفل، وعدد من الشخصيات الأخرى. في الأسفل, صور النحات وتوقيعه بينهما. يتحول هذا الجدار تدريجياً إلى موضوع المدينة القديمة من ناحية، وشخص الملحن من ناحية أخرى.
يبلغ مستوى المنطقة المحيطة بتمثال المهندس المعماري رحيم سيفولييف 45 سم رفع وخلق قاعدة، وزرع أشجار صنوبرية جميلة على طول محيط المنطقة التي تفتح الزهور الحمراء لتتناسب مع الجرانيت الوردي للتمثال للحد منه وفصله عن المباني المحيطة. المنطقة بأكملها حول التمثال مرصوفة بالحجارة الوردية، وبعض الأحجار مصممة خصيصًا لتكون غير قابلة للانزلاق، وبعضها مصقول ومحفور بالملاحظات، وهي تخلق سجادة فريدة حول التمثال. من أجل فصل مربع التمثال عن الشوارع المحيطة، قام المهندس المعماري بترتيب مقاعد على المحيط في شكل لوحة مفاتيح، بالتناوب بين ثلاثة مقاعد بيضاء جميلة ومقعدين أسود.

## افتتاح النصب
في 3 فبراير 2014، عشية عيد ميلاد الملحّن، تم الكشف عن نصب تذكاري بمشاركة رئيس أذربيجان وأفراد عائلة قارا قاراييف ومجتمع الموسيقى الأذربيجاني.